# Sapolje (Kaliningrad)
Sapolje (russisch Заполье, deutsch Friedrichsfelde) ist ein kleiner Ort in der russischen Oblast Kaliningrad. Er gehört zur kommunalen Selbstverwaltungseinheit Munizipalkreis Osjorsk im Rajon Osjorsk.

## Geographische Lage
Sapolje liegt vier Kilometer südöstlich der Rajonstadt Osjorsk (Darkehmen/Angerapp) und zwei Kilometer nordöstlich des Ortes Tschistopolje (Jodszinn/Sausreppen) an der Kommunalstraße 27K-356, die zur russisch-polnische Grenze führt und dort endet. Eine Bahnanbindung besteht nicht.

## Geschichte
Das Gutsdorf Friedrichsfelde zählte im Jahre 1818 lediglich 15 Einwohner. Deren Zahl stieg bis 1863 auf 27 und 1907 auf 28. Seit 1874 gehörte der Gutsbezirk Friedrichsfelde zum neu gebildeten Amtsbezirk Weedern (heute russisch Suworowka) im Kreis Darkehmen. Zu Beginn des 20. Jahrhunderts bürgerte sich immer mehr die Zusatzbezeichnung „Kirchspiel Darkehmen“ ein, um Verwechselungen mit dem ebenfalls im Kreis Darkehmen gelegen gleichnamigen Ort im Kirchspiel Karpowen (heute russisch Nekrassowo) zu vermeiden. Am 17. Oktober 1928 wurde der Gutsbezirk Friedrichsfelde an die Landgemeinde Jodszinn (heute russisch Tschistopolje) angeschlossen. Dies hatte im Jahr 1930 auch die Umgliederung in den Amtsbezirk Szabienen (heute polnisch Żabin) zur Folge.
Im Januar 1945 wurde der Ort von der Roten Armee besetzt. Die neue Polnische Provisorische Regierung ging zunächst davon aus, dass er mit dem gesamten Kreis Darkehmen (Angerapp) unter ihre Verwaltung fallen würde. Im Potsdamer Abkommen (Artikel VI) von August 1945 wurde die neue sowjetisch-polnische Grenze aber unabhängig von den alten Kreisgrenzen anvisiert, wodurch der Ort unter sowjetische Verwaltung kam. Die polnische Umbenennung des Ortes in Pochwałki im Februar 1949 wurde (vermutlich) nicht mehr wirksam. Im Juli 1950 erhielt er den russischen Namen Sapolje und wurde dem Dorfsowjet Tschistopolski selski Sowet im Rajon Osjorsk zugeordnet. 1954 gelangte der Ort in den Bagrationowski selski Sowet und vermutlich 1963 dann in den Lwowski selski Sowet. Von 2008 bis 2014 gehörte Sapolje zur Landgemeinde Krasnojarskoje selskoje posselenije, von 2015 bis 2020 zum Stadtkreis Osjorsk und seither zum Munizipalkreis Osjorsk.

## Kirche
Friedrichsfelde war bis 1945 mit seiner überwiegend evangelischen Einwohnerschaft in das Kirchspiel Darkehmen (1938–1946 Angerapp, seit 1946: Osjorsk) eingepfarrt. Es gehörte zum Kirchenkreis Darkehmen in der Kirchenprovinz Ostpreußen der Kirche der Altpreußischen Union. Letzte deutsche Geistliche waren die Pfarrer Johannes Gemmel und Helmut Passauer.
Nach dem Verbot aller kirchlichen Aktivitäten in der Zeit der Sowjetunion bildeten sich erst in den 1990er Jahren in der Oblast Kaliningrad neue evangelische Gemeinden. Sapolje liegt jetzt im Gebiet der Region der Salzburger Kirche in Gussew (Gumbinnen) innerhalb der Propstei Kaliningrad der Evangelisch-Lutherischen Kirche Europäisches Russland (ELKER).